# 石硤尾邨美映樓爆炸事件

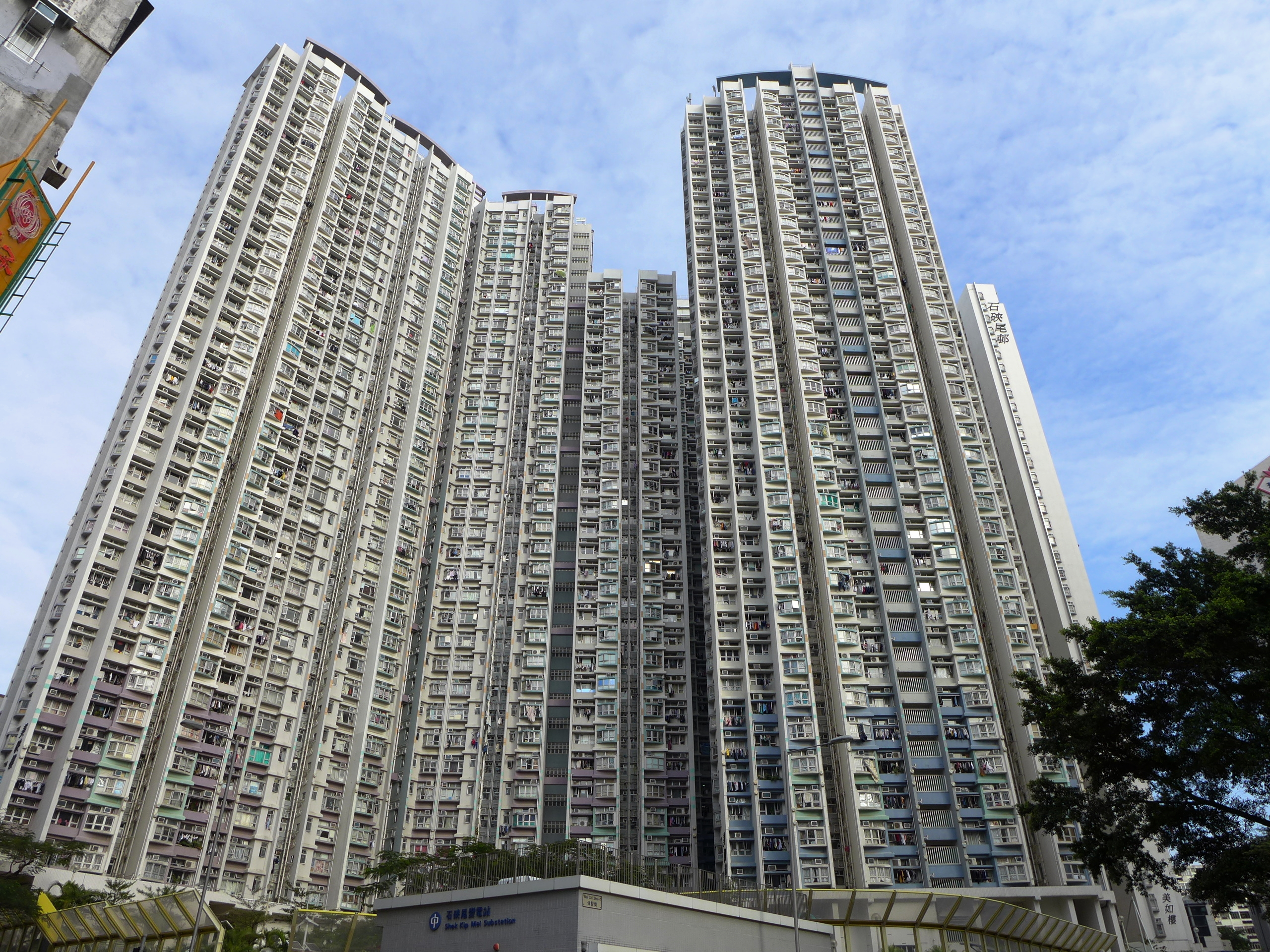
石硤尾邨美映樓（圖左）

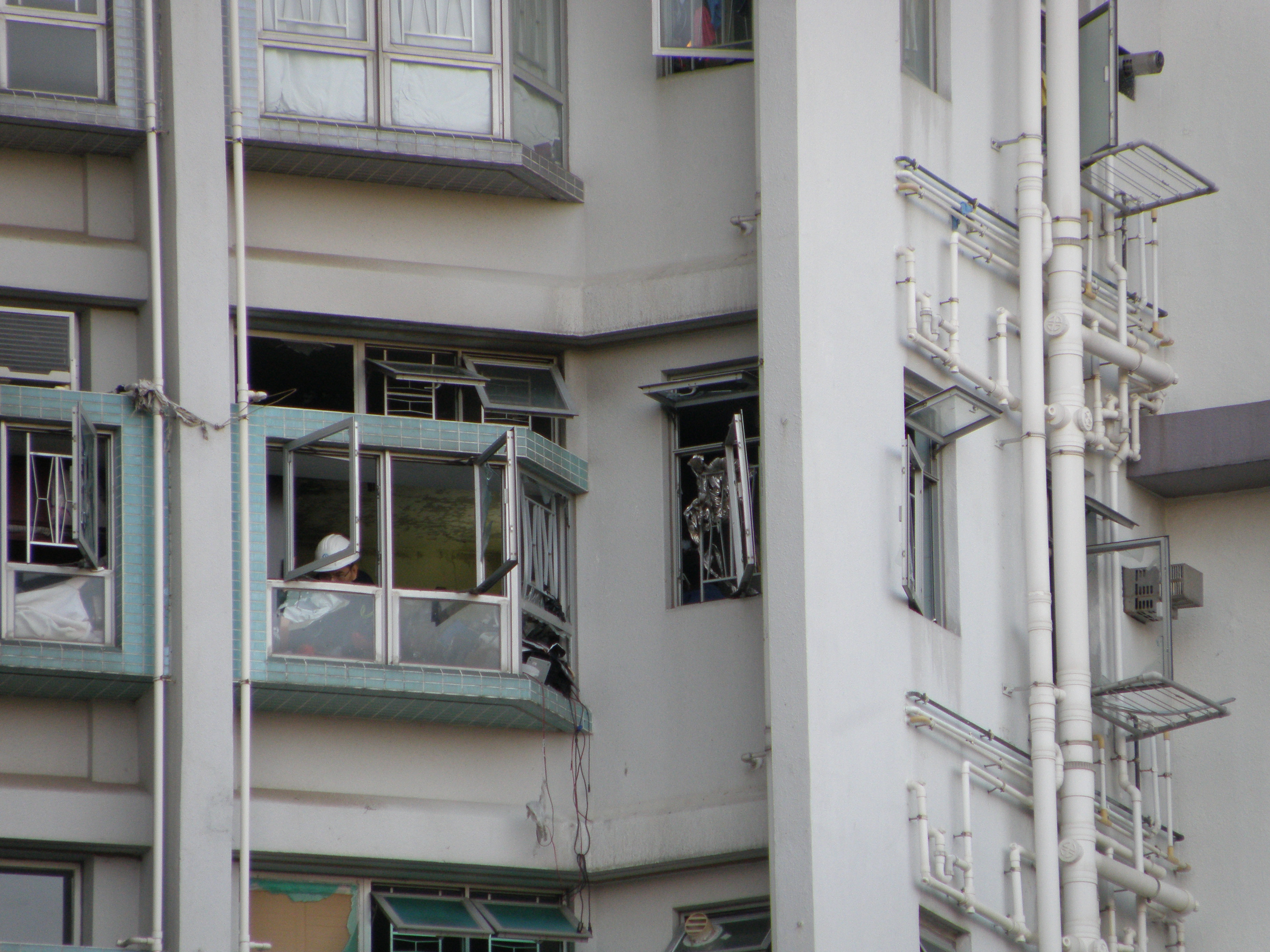
事發單位

石硤尾邨美映樓爆炸事件於2014年11月22日在香港九龍深水埗區石硤尾邨美映樓11樓一個單位發生，釀成2死11傷，包括隸屬於石硤尾消防局的9名消防人員，其中6人危殆。消防總隊目梁國基最終傷重不治殉職。

## 經過
2014年11月22日早上11時23分，九龍深水埗區石硤尾邨美映樓一名保安主任收到10樓住戶投訴，懷疑有氣體洩漏。他先自行到美映樓檢查，然後再安排同事到場巡查。該名同事嗅到煤氣味，曾經拍門惟無人反應，認為事態不尋常，遂報警求助。
11時27分，9名消防人員抵達現場調查，證實保安員所指的單位並無洩漏氣體。但他們發現隔鄰單位溢出了濃烈的煤氣味，於是使用儀器確定單位內有氣體洩漏後，就決定破門入屋。
在準備破門進入單位時，單位內突然發生爆炸。9名消防人員首當其衝，被震開及紛紛倒在門口走廊地上。有消防員的頭盔被氣流從後吹掉，頭髮著火，面部亦被燒傷。其他消防人員聞聲抵達現場，將受傷的同袍抬走。
爆炸波及樓宇多個單位。住戶大門、玻璃窗及走廊防煙門均被炸裂，大量玻璃窗碎片遍佈美映樓對開長50米的行人路及馬路上，並且擊傷一名途人背部。半道升降機門亦被炸至飛脫，直墮升降機槽。
同時疏散附近的住客趕往地下公園暫避，並且安排開放位於深水埗的一間社區中心予被影響的居民休息。與此同時，消防人員動用一條滅火喉撲救火勢，至中午12時28分將火熄滅。受到爆炸事件影響，大坑西街來回方向，介乎南昌街及南山邨道全線封閉。
消防人員其後在單位內發現一具男性屍體，後來被證實為肇事單位住戶；連同3名受傷鄰里，事件當前合共釀成12受傷和1人死亡。由於傷者太多，救護人員在現場設立臨時救護站，經過分流及初步治理後，將他們分別送往灣明愛醫院、瑪嘉烈醫院、瑪麗醫院、廣華醫院及威爾斯親王醫院接受治療。6名危殆消防人員傷者均為燒傷皮膚或及灼傷氣管，被送往醫院後全數情況轉趨嚴重；當中49歲的消防總隊目梁國基情況最為堪虞，期間昏迷不醒，後腦嚴重受創，需要接受手術打開腦部清理瘀血，被送往深切治療部搶救。
同日下午，政務司司長林鄭月娥和消防處處長黎文軒和到訪瑪嘉烈醫院探望消防總隊目梁國基和兩名在威爾斯醫院接受治療的消防人員。傍晚時份，香港行政長官梁振英聯同保安局局長黎棟國、公務員事務局局長鄧國威和消防處處長黎文軒等等香港政府高級官員先後到訪廣華醫院和瑪嘉烈醫院探望傷者，並且聽取醫護人員講述情況。梁振英於會見傳媒時候表示，香港政府非常重視是次事件，將會全面偵查肇事原因，醫院管理局之醫護人員將會全力搶救傷者，社會福利署將會提供各方面所需要之協助予受影響人士，包括啟動地區支援小組。
消防總隊目梁國基延於接受手術後處於觀察期，期間一直無法恢復清醒，延至12月4日傍晚6時不治殉職，終年49歲，遺下太太和17歲的女兒。同月18日，香港消防處為消防總隊目梁國基假紅磡世界殯儀館舉行最高榮譽喪禮，期間有香港警察樂隊奏哀樂，及將其安葬於粉嶺浩園。

## 調查
消防處助理處長（九龍）吳偉強表示，鑑於登樓破門的9名消防人員全數受傷及正在醫院接受治理，爆炸的原因及細節尚未能夠了解，包括未能夠確定受傷消防人員在爆炸時，是否已經進入肇事單位。至於受傷消防人員的傷勢則集中在臉及手。他強調消防處在處理漏氣事件上具備足夠的指引及訓練，包括處理程序及守則等，並且將會成立專案小組調查事件。 
香港消防處火警調查組其後發現單位內的供氣喉掣被扭開，認為事件起因有可疑；經過香港警務處西九龍總區重案組初步調查後，懷疑死者生前以煤氣自殺。翌日上午10時許，逾10名西九龍總區重案組人員聯同政府化驗師和火警調查組人員重返現場蒐證，及向街坊了解死者背景及生活習慣。

## 死因研訊及報告
2018年9月5日，死因裁判法庭完成對留醫13天後傷重不治的49歲消防總隊目梁國基的死因研訊，裁定梁死於意外。其解剖報告指梁在爆炸中後腦受撞擊，陷入長期昏迷，後來更出現支氣管炎，是直接致死原因。報告亦批評保安員屢次巡查仍不能發現漏煤氣，導致報案延誤超過3小時，建議物業管理公司加強員工對氣體洩漏方面的知識和培訓；另指出當天消防員部分有戴上防火頭套上樓，部分卻沒有戴上，與指引不符，而身為上級的消防員卻沒有指示下屬需要戴好頭套，顯示指引有不清晰之處及消防員訓練有問題。

## 後續

### 香港消防處
因應石硤尾邨美映樓爆炸事件之慘痛教訓，香港消防處添置了多款裝備，包括：
- 化學物質檢測器Haz MatID Elite：於2014年12月起使用，每部價值47萬港元，人員只需要抽取少量樣本放置在檢測器上，就能夠透過光譜資料分折液體及固體化學物質樣本，於1分鐘內顯示出其化學名稱及成份。
- 頭盔：於2015年全面更換，每個價值2,560港元，重約1.4至1.6公斤，採取全包圍式設計、採取強化塑膠製造，能夠保護整個頭部，設有兩款不同用途的面罩，而且可以配備電筒及無線電通話器等等。

2015年1月22日香港消防處舉辦年終回顧記者會，消防處處長黎文軒表示正在聯同政府化驗所、機電工程署及香港警務處協作調查事件之成因，涉及事件的人員均將會陸續完成錄取口供，並且訂定一份調查報告及交予警務處，以決定是否召開死因研訊。處方亦會根據調查結果，檢討處理氣體洩漏的行動指引是否有需要修訂、及裝備使用上是否需要更新。

### 其他
事件發生後翌日，房屋署和社會福利署在美映樓大堂設立櫃位，登記居民居住單位因為事故而造成的破壞，並且安排稍後維修。深水埗區議會於美映樓對開地段設立諮詢站及安排於晚上8時半召開居民大會。
ViuTV清談節目《晚吹 總有一瓣喺左近》將事件與1994年石硤尾滙豐銀行縱火案拉上關係，杜撰說成是同一位置，但銀行真實位置現為美映樓對開公園。